# Véronique Chalot
Véronique Chalot, née le 16 janvier 1950 au Havre et décédée le 3 juillet 2021 à Castéras (Ariège), est une chanteuse de musique folk médiévale et multi-instrumentiste française.

## Biographie
Après une adolescence passée à Londres où elle découvre et reprend des standards de la musique folk, elle commence à se produire au Havre, à Rouen et à Paris, avant de déménager à Florence en 1974,. Elle y est alors détectée par le label et club de musique Folkstudio qui l’encourage à écrire et enregistrer plusieurs albums de folk médiévale française.
Après la fin de sa carrière solo, elle revient en France, s'installe en Ariège et fonde l’ensemble de musique ancienne Volubilis et le duo Véziana avec Brigitte Grenet à la viole de gambe,,.
Elle est multi-instrumentiste, : guitare, dulcimer, épinette des Vosges, vielle à roue et harpe celtique.

## Discographie
- La Chanson de Provence, Folkstudio, 1975 (OCLC 1115238548, BNF 46684426)
- J'ai vu le Loup, Materiali Sonori (it), 1978
- A l’Entrée du Temps Clair, Materiali Sonori, 1979
- Entre cours et Jardins, Ateliers Arc en Ciel, 2001 (OCLC 799707647, SUDOC 125995008)
- Archivio Folkstudio. Concerto di Veronique Chalot. Roma, Folkstudio 1974-1975, 2004 (OCLC 1115358104)